# Noc vlaků
Noc vlaků (hebrejsky: ליל הרכבות, anglicky: The Night of the Trains) byla sabotážní operace proti britským železnicím v Britském mandátu Palestina z 1. listopadu 1945. Jednalo se o jednu z prvních operací provedenou Židovským hnutím odporu ještě před jeho oficiálním založením. Během této operace jednotky Palmach sabotovaly síť železnic po celém mandátu a vyhodily rovněž do povětří britské strážní lodě v přístavu v Jaffě a Haifě a kombinovaný útok Lechi a Irgunu zničil železniční stanici v Lodu. Výsledkem byl celkový kolaps železniční dopravy v mandátu.
Na padesát jednotek Palmach, jejichž součástí byli i ženisté a strážní, těžce poškodily 153 míst na železničním systému mandátu, hlavně pak na železničních uzlech a mostech. Operace proběhla kolem 23. hodiny a byla maximálně koordinovaná, aby se předešlo britské reakci. Pouze na dvou místech byly během operace přestřelky a oba případy se obešly bez ztrát na lidských životech.
Zároveň potopily námořní jednotky Palmach tři britské strážní lodě; dvě v Haifě a jednu v Jaffě. Tyto lodě byly součástí námořní blokády proti židovskému přistěhovalectví. Operaci po poradě s Jicchakem Sadem provedli v Haifě Jochaj Ben Nun a v Jaffě Josef Harel. V obou případech se ženisté dopravili ke strážním lodím na člunech, potopili se pod britskou loď a na její trup upevnili výbušniny s časovačem.
Ve stejnou noc přepadla jednotka Irgunu vedená Ejtanem Livnim železniční stanici v Lodu. Během výměny topičů vyhodili členové Irgunu do povětří tři lokomotivy a řadu budov. Během přepadení byli zabiti dva Britové a čtyři Arabové. Operace si vyžádala poměrně vysokou daň zejména proto, že jednotka Irgunu na místo určení dorazila později a Britové již mezi tím měli poplach. Jednotka Lechi se pokusila sabotovat ropnou rafinérii v Haifě, ale mise nebyla kvůli vadným výbušninám úspěšná.
Operace velmi pozvedla morálku v jišuvu, která byla snižována neustálými britskými omezeními vůči židovským přistěhovalcům a osadám. Operace rovněž přinesla spokojenost pro členy jišuvu, Palmach a Hagany, kteří mohli vidět, že jsou schopní současně operovat s velkým množstvím jednotek na mnoha místech. David Ben Gurion napsal vedení Hagany, že tato operace přinese své ovoce, i když nemusí být okamžité. Britští vládní představitelé akci odsoudili a v tisku byly zveřejněny detailní informace o sabotáži.